# Station Trzebiatów
Station Trzebiatów is een spoorwegstation in de Poolse plaats Trzebiatów.